# De Havilland DH.14 Okapi
El De Havilland DH.14 Okapi fue un bombardero diurno biplaza británico de la década de 1910 construido por De Havilland. El avión fue diseñado como reemplazo para los Airco DH.4 y DH.9, pero nunca entró en producción.

## Diseño y desarrollo
El Okapi era un Airco DH.9 a mayor escala, con un motor más grande (el Rolls-Royce Condor), pensado para reemplazar al DH.4 y al DH.9. Se construyeron tres ejemplares, pero debido al final de la Primera Guerra Mundial, la Real Fuerza Aérea se mostró reacia a aceptarlos. El tercer avión fue el primero en volar, y fue completado por Airco como DH.14A, un avión de correo de largo alcance y dos asientos. Los dos aviones militares fueron completados por De Havilland en 1921 y utilizados para realizar pruebas. Uno sufrió un accidente fatal en Burnham Beeches el 10 de febrero de 1922 y no se ordenó ningún avión de producción.

### G-EAPY
El tercer avión se completó como DH.14A para participar en la competición de vuelo transatlántico del Daily Mail. Tenía un motor Napier Lion y una capacidad de combustible aumentada de 2660 L. Cuando Alcock y Brown ganaron el premio, el proyecto fue abandonado. El avión, matriculado G-EAPY, iba a ser utilizado por Sidney Cotton, que tenía la intención de optar al premio de 10 000 libras del gobierno australiano por realizar un vuelo entre Inglaterra y Australia. Keith y Ross Smith ganaron ese premio antes de que Cotton estuviera listo.
El avión fue prestado por Airco a Cotton para intentar el primer vuelo entre Londres y Ciudad del Cabo. Cotton y un ingeniero de Napier abandonaron el aeródromo de Hendon el 4 de febrero de 1920, pero pronto tuvieron que realizar un aterrizaje forzoso en Cricklewood debido a  problemas de aceite. Cotton llegó a Nápoles el 21 de febrero, pero no logró encontrar el aeródromo de Messina y tuvo que realizar un aterrizaje forzoso en una playa cercana.
El G-EAPY fue reconstruido por Airco con una tercera cabina adicional y vendido a Cotton para su uso en el Aerial Derby. El avión sufrió graves daños al realizar un aterrizaje forzoso tras un incendio a bordo cerca de Hertford el 24 de julio de 1920. Cuando los otros dos DH.14 fueron completados por De Havilland en Stag Lane en 1921, el DH.14A fue reparado nuevamente y se unió a los vuelos de pruebas con una matrícula militar.

## Variantes
DH.14
Bombardero diurno biplaza con motor Rolls-Royce Condor, dos construidos.
DH.14A
Avión correo biplaza de largo alcance con motor Napier Lion, uno construido.

## Operadores
Reino Unido
- Real Fuerza Aérea

## Especificaciones (DH.14)
Referencia datos: =The British Bomber since 1914

### Características generales
- Tripulación: Dos
- Longitud: 10,4 m (34 ft)
- Envergadura: 15,4 m (50,4 ft)
- Altura: 4,3 m (14 ft)
- Superficie alar: 57,3 m² (616,8 ft²)
- Peso vacío: 2034 kg (4482,9 lb)
- Peso máximo al despegue: 3209 kg (7072,6 lb)
- Planta motriz: 1× motor lineal V12 refrigerado por agua Rolls-Royce Condor I.
  - Potencia: 391 kW (539 HP; 532 CV)
- Hélices: Bipala de paso fijo de madera

### Rendimiento
- Velocidad máxima operativa (Vno): 196 km/h (122 MPH; 106 kt) a 3000 m (10 000 pies)
- Alcance: 5 h
- Régimen de ascenso: 2 m/s (394 ft/min) [3]

### Armamento
- Ametralladoras: 

  - 1x Vickers de 7,7 mm frontal fija sincronizada
  - 1x Lewis de 7,7 mm flexible en anillo Scarff
- Bombas: 6 de 51 kg llevadas en dos bodegas en el fuselaje

## Aeronaves relacionadas

### Desarrollos relacionados
- Airco DH.9

### Secuencias de designación
- Secuencia DH._ (interna de Airco): ← DH.10 - DH.11 - DH.12 - DH.14 - DH.15 - DH.16 - DH.17 →